# Palikulo
Palikulo – miasto w Vanuatu, w prowincji Sanma. Według danych szacunkowych na rok 2010 liczy 1450 mieszkańców. Przemysł spożywczy, ośrodek turystyczny.